# Grigori Ordzjonikidze

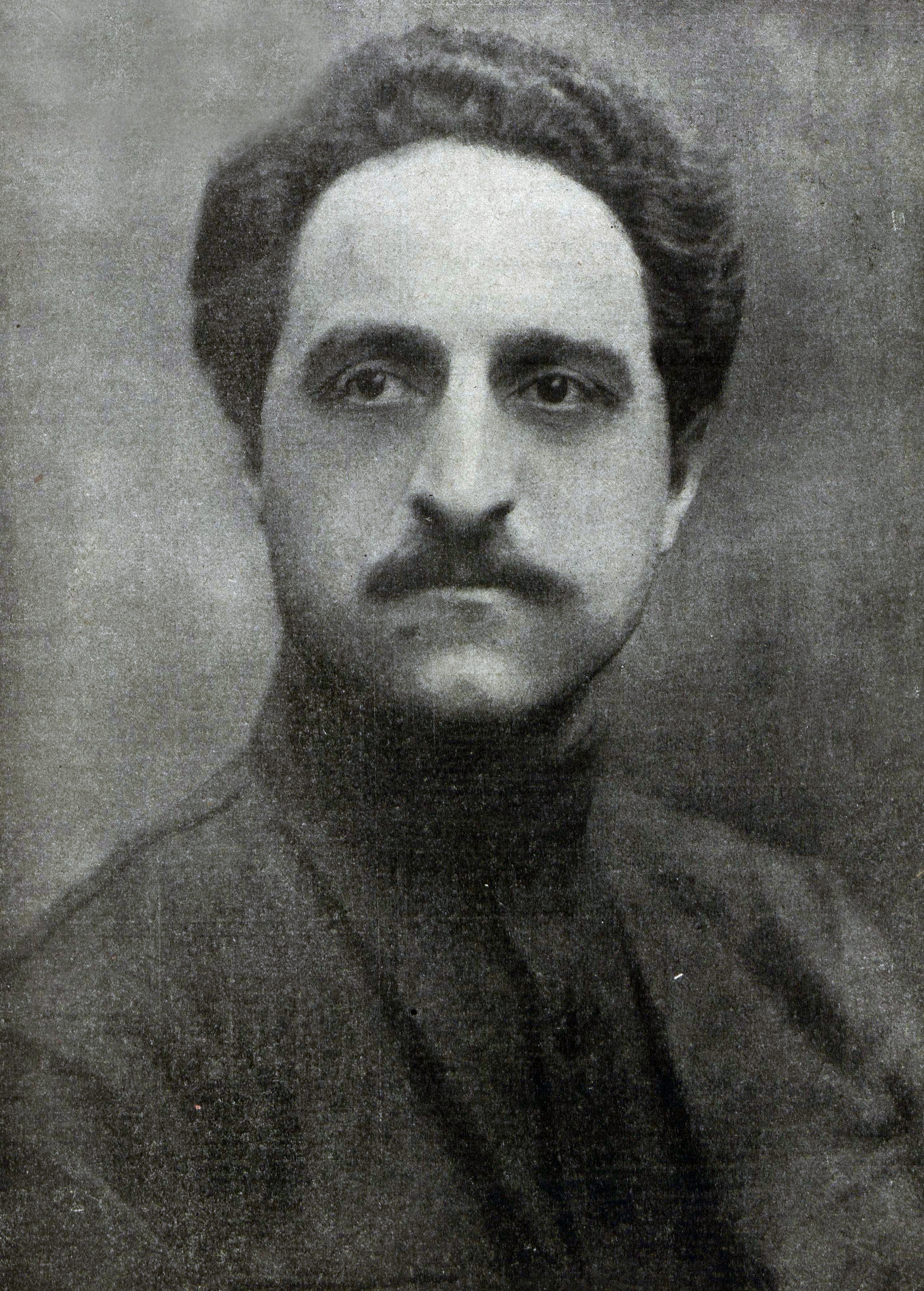
Sergo Ordzjonikidze

Grigori "Sergo" Konstantinovitsj Ordzjonikidze (Russisch: Григорий Константинович Орджоникидзе, Georgisch: გრიგოლ (სერგო) ორჯონიკიძე, Grigol (Sergo) Ordzjonikidze) (Charagaoeli, 12 oktober 1886 – Moskou, 18 februari 1937) was een Sovjet-Russisch politicus van Georgische afkomst.

## Leven en dood
Hij leidde samen met Jozef Stalin, eveneens een Georgiër, de opmars van het Rode Leger in Azerbeidzjan (1920), Armenië (1920) en Georgië (1921) waardoor die landen sovjetrepublieken werden. In 1924 sloeg hij Georgië zogenaamde 'Augustusopstand' tegen de bolsjewieken neer.
In 1930 werd Ordzjonikidze lid van het Politbureau van de CPSU. Hij speelde als Volkscommissaris voor Zware Industrie (vanaf 1932) een belangrijke rol bij de industriële opbouw van de Sovjet-Unie en de vijfjarenplannen. Rond 1936 kwam hij in het vizier als doelwit van Stalins Grote Zuivering. Nadat zijn plaatsvervangend commissaris Georgi Pjatakov was gearresteerd en in januari 1936 tijdens het tweede Moskouse showproces ter dood was veroordeeld wegens sabotage (een aanklacht die zich indirect ook tegen hem richtte), kwam hij in een heftig conflict met Stalin.
Historicus Alan Bullock schrijft hierover: "Een telefoongesprek tussen Stalin en Ordzjonikidze liep uit op een woedende scheldpartij, waarin beschuldigingen in het Russisch en Georgisch over en weer vlogen. De daarop volgende dag, 18 februari, bracht Ordzjonikidze werkend in bed door. Vlak na vijf uur hoorde zijn vrouw een schot, ze rende naar de slaapkamer en vond haar man dood. Nadat ze Stalin had verwittigd, die pas verscheen toen de andere leden van het politbureau al aanwezig waren, pakte ze de door Ordzjonikidze beschreven vellen papier. Maar deze werden haar echter door Stalin uit de handen gegrist en zonder acht te slaan op haar protest gaf hij het bevel dat Ordzjonikidzes dood moest worden toegeschreven aan een hartaanval".
Net als Kirov, Koejbysjev en Gorki voor hem werd Ordzjonikidze begraven met alle eerbetoon en bijgezet in de Stalin-cultus. In de officiële Sovjet-encyclopedie werd hij vermeld als 'de favoriete wapenbroeder van de grote Stalin".
In de Sovjet-Unie werden verschillende steden naar Ordzjonikidze genoemd, waaronder de Noord-Ossetische hoofdstad Vladikavkaz (1954-1990), het grootste 'dorp' van Rusland, de Ingoesjetische stanitsa Ordzjonikidzjevskaja en zijn geboorteplaats Charagaoeli in Georgië.

## Noot
1. ↑  Zie Bullock, Hitler en Stalin, blz. 516-517.
2. ↑  Zie Bullock, Hitler en Stalin, blz. 517.